# Élection présidentielle bissau-guinéenne de 1994
L'élection présidentielle bissau-guinéenne de 1994 a lieu les 3 juillet et 7 août 1994 en Guinée-Bissau afin d'élire le président de la république pour un mandat de cinq ans.
L'élection est organisée en même temps que les législatives. Il s'agit des premières élections multipartites depuis l'indépendance, ainsi que la première élection présidentielle au suffrage direct, le poste de président étant auparavant élu au suffrage indirect par l'Assemblée populaire nationale. 
Le scrutin voit la victoire du président sortant João Bernardo Vieira du Parti africain pour l'indépendance de la Guinée et du Cap-Vert (PAIGC), qui bat au second tour Kumba Ialá, du Parti du renouveau social.

## Candidats
Le candidat indépendant Carlos Gomes est soutenu par le Parti de la convergence démocratique : son chef Victor Mandinga n'est en effet pas éligible pour se présenter à la présidence, car il ne remplit pas la condition selon laquelle les deux parents doivent être de nation alité guinéenne et nés dans le pays.

## Résultats
| Candidats                | Candidats                | Partis                   | Premier tour | Premier tour | Second tour | Second tour |
| Candidats                | Candidats                | Partis                   | Votes        | %            | Votes       | %           |
| ------------------------ | ------------------------ | ------------------------ | ------------ | ------------ | ----------- | ----------- |
|                          | João Bernardo Vieira     | PAIGC                    | 142 577      | 46,20        | 161082      | 52,00       |
|                          | Kumba Ialá               | PRS                      | 67518        | 21,88        | 148664      | 48,00       |
|                          | Domingos Fernandes       | RGB-MB                   | 53518        | 17,44        |             |             |
|                          | Carlos Gomes             | Indépendant              | 15645        | 17,44        |             |             |
|                          | François Mendy           | FLING                    | 8655         | 2,80         |             |             |
|                          | Bubacar Rachid Djalo     | UM                       | 8506         | 2,76         |             |             |
|                          | Victor Saude Maria       | PUSD                     | 6388         | 2,07         |             |             |
|                          | Antonieta Rosa Gomes     | FCG-SD (en)              | 5509         | 1,79         |             |             |
|                          |                          |                          |              |              |             |             |
| Votes valides            | Votes valides            | Votes valides            | 308623       | 86,28        | 309747      | 94,84       |
| Votes blancs et nuls     | Votes blancs et nuls     | Votes blancs et nuls     | 49059        | 13,72        | 16868       | 5,16        |
| Total                    | Total                    | Total                    | 357682       | 100          | 326615      | 100         |
| Abstention               | Abstention               | Abstention               | 42 735       | 10,67        | 73 802      | 18,43       |
| Inscrits / participation | Inscrits / participation | Inscrits / participation | 400 417      | 89,33        | 400 417     | 81,57       |